# Chlenias seminigra
Chlenias seminigra là một loài bướm đêm trong họ Geometridae.